# Campeonato Europeo de Voleibol Masculino de 2023
El XXXIII Campeonato Europeo de Voleibol Masculino se celebró conjuntamente en Italia, Macedonia del Norte, Bulgaria e Israel entre el 28 de agosto y el 16 de septiembre de 2023 bajo la organización de la Confederación Europea de Voleibol (CEV) y las federaciones nacionales de las respectivas sedes.
Un total de 24 selecciones nacionales afiliadas a la CEV compitieron por el título de campeón europeo, cuyo anterior portador era el equipo de Italia, vencedor del Europeo de 2021. 
Los equipos de Rusia y Bielorrusia fueron excluidos de este campeonato debido a la invasión rusa de Ucrania.
La selección de Polonia se adjudicó la medalla de oro al derrotar en la final al equipo de Italia con un marcador de 0-3. En el partido por el tercer puesto el conjunto de Eslovenia venció al de Francia.

## Sedes
| Foto | Grupo          | Ciudad                        | Instalación                       | Capacidad |
| ---- | -------------- | ----------------------------- | --------------------------------- | --------- |
|      | A              | Bolonia · ( Italia)           | Unipol Arena                      |           |
|      | A              | Perugia · ( Italia)           | PalaBarton                        | 6000      |
|      | A              | Ancona · ( Italia)            | PalaRossini                       | 5000      |
|      | B y Fase final | Varna ( Bulgaria)             | Palacio de Cultura y Deportes     | 4500      |
|      | C              | Skopie ( Macedonia del Norte) | Centro Deportivo Boris Trajkovski | 4900      |
|      | D              | Tel Aviv ( Israel)            | Arena de Tel Aviv                 | 3400      |
|      | Fase final     | Bari · ( Italia)              | PalaFlorio                        | 6000      |
|      | Fase final     | Roma · ( Italia)              | PalaLottomatica                   | 11 000    |

Fuente: 

## Grupos
| Grupo A  | Grupo B   | Grupo C         | Grupo D  |
| -------- | --------- | --------------- | -------- |
| Italia   | Bulgaria  | Macedonia       | Israel   |
| Suiza    | Finlandia | Montenegro      | Rumanía  |
| Serbia   | Eslovenia | Polonia         | Francia  |
| Alemania | Ucrania   | Países Bajos    | Turquía  |
| Bélgica  | Croacia   | República Checa | Portugal |
| Estonia  | España    | Dinamarca       | Grecia   |

## Primera fase
- Todos los partidos en la hora local de Italia y Macedonia del Norte (UTC+2), Bulgaria o Israel (UTC+3).

Los cuatro equipos mejor clasificados de cada grupo pasan a los octavos de final.

### Grupo A
| Equipo   | Partidos | Partidos | Partidos |      | Sets | Sets | Sets  | Puntos | Puntos | Puntos |
| Equipo   | PJ       | PG       | PP       | Pts. | SG   | SP   | Ratio | PG     | PP     | Ratio  |
| -------- | -------- | -------- | -------- | ---- | ---- | ---- | ----- | ------ | ------ | ------ |
| Italia   | 5        | 5        | 0        | 14   | 15   | 2    | 7,500 | 402    | 326    | 1,233  |
| Serbia   | 5        | 4        | 1        | 12   | 12   | 5    | 2,400 | 393    | 365    | 1,077  |
| Alemania | 5        | 3        | 2        | 9    | 12   | 8    | 1,500 | 448    | 407    | 1,101  |
| Bélgica  | 5        | 2        | 3        | 7    | 9    | 10   | 0,900 | 398    | 412    | 0,966  |
| Estonia  | 5        | 1        | 4        | 2    | 4    | 14   | 0,286 | 366    | 414    | 0,884  |
| Suiza    | 5        | 0        | 5        | 1    | 2    | 15   | 0,133 | 325    | 408    | 0,797  |

- Resultados

| Fecha | Hora  | Partido¹ | Partido¹ | Partido¹ | Res.  | Set 1 | Set 2 | Set 3 | Set 4 | Set 5 | Total     |
| ----- | ----- | -------- | -------- | -------- | ----- | ----- | ----- | ----- | ----- | ----- | --------- |
| 28.08 | 20:00 | Bélgica  | –        | Italia   | 0 – 3 | 17-25 | 18-25 | 15-25 | –     | –     | 50 – 75   |
| 30.08 | 18:00 | Alemania | –        | Estonia  | 3 – 0 | 25-22 | 25-19 | 25-19 | –     | –     | 75 – 60   |
| 30.08 | 21:00 | Suiza    | –        | Serbia   | 0 – 3 | 19-25 | 16-25 | 19-25 | –     | –     | 54 – 75   |
| 31.08 | 18:00 | Serbia   | –        | Bélgica  | 3 – 1 | 25-22 | 18-25 | 25-20 | 25-20 | –     | 93 – 87   |
| 31.08 | 21:00 | Estonia  | –        | Italia   | 0 – 3 | 17-25 | 22-25 | 19-25 | –     | –     | 58 – 75   |
| 01.09 | 18:00 | Alemania | –        | Suiza    | 3 – 0 | 25-14 | 25-16 | 25-21 | –     | –     | 75 – 51   |
| 01.09 | 21:00 | Serbia   | –        | Italia   | 0 – 3 | 15-25 | 19-25 | 21-25 | –     | –     | 55 – 75   |
| 03.09 | 18:00 | Estonia  | –        | Suiza    | 3 – 2 | 25-18 | 25-21 | 22-25 | 21-25 | 15-13 | 108 – 102 |
| 03.09 | 21:00 | Bélgica  | –        | Alemania | 2 – 3 | 25-22 | 25-17 | 15-25 | 22-25 | 12-15 | 99 – 104  |
| 04.09 | 18:00 | Serbia   | –        | Estonia  | 3 – 0 | 25-16 | 25-23 | 25-22 | –     | –     | 75 – 61   |
| 04.09 | 21:00 | Italia   | –        | Suiza    | 3 – 0 | 25-19 | 25-23 | 25-15 | –     | –     | 75 – 57   |
| 05.09 | 18:00 | Bélgica  | –        | Estonia  | 3 – 1 | 25-18 | 25-17 | 12-25 | 25-19 | –     | 87 – 79   |
| 05.09 | 21:00 | Alemania | –        | Serbia   | 1 – 3 | 22-25 | 25-20 | 22-25 | 19-25 | –     | 88 – 95   |
| 06.09 | 18:00 | Suiza    | –        | Bélgica  | 0 – 3 | 20-25 | 19-25 | 22-25 | –     | –     | 61 – 75   |
| 06.09 | 21:00 | Alemania | –        | Italia   | 2 – 3 | 22-25 | 25-23 | 22-25 | 25-14 | 12-15 | 106 – 102 |

- (¹) – El primero en Bolonia, los partidos del 30 de agosto al 1 de septiembre en Perugia y los restantes en Ancona.

### Grupo B
| Equipo    | Partidos | Partidos | Partidos |      | Sets | Sets | Sets   | Puntos | Puntos | Puntos |
| Equipo    | PJ       | PG       | PP       | Pts. | SG   | SP   | Ratio  | PG     | PP     | Ratio  |
| --------- | -------- | -------- | -------- | ---- | ---- | ---- | ------ | ------ | ------ | ------ |
| Eslovenia | 5        | 5        | 0        | 15   | 15   | 1    | 15,000 | 411    | 328    | 1,253  |
| Croacia   | 5        | 3        | 2        | 8    | 9    | 9    | 1,000  | 383    | 395    | 0,970  |
| Ucrania   | 5        | 2        | 3        | 6    | 10   | 11   | 0,909  | 459    | 460    | 0,998  |
| Bulgaria  | 5        | 2        | 3        | 6    | 8    | 11   | 0,727  | 437    | 458    | 0,954  |
| España    | 5        | 2        | 3        | 6    | 6    | 11   | 0,545  | 361    | 397    | 0,909  |
| Finlandia | 5        | 1        | 4        | 4    | 7    | 12   | 0,583  | 423    | 436    | 0,970  |

- Resultados

| Fecha | Hora  | Partido¹  | Partido¹ | Partido¹  | Res.  | Set 1 | Set 2 | Set 3 | Set 4 | Set 5 | Total     |
| ----- | ----- | --------- | -------- | --------- | ----- | ----- | ----- | ----- | ----- | ----- | --------- |
| 29.08 | 20:30 | España    | –        | Bulgaria  | 3 – 1 | 25-17 | 25-21 | 21-25 | 25-19 | –     | 96 – 82   |
| 30.08 | 17:30 | Eslovenia | –        | Ucrania   | 3 – 1 | 23-25 | 25-22 | 25-20 | 25-20 | –     | 98 – 87   |
| 30.08 | 20:30 | Finlandia | –        | Croacia   | 3 – 0 | 25-19 | 25-19 | 25-22 | –     | –     | 75 – 60   |
| 31.08 | 17:30 | Ucrania   | –        | Croacia   | 2 – 3 | 25-17 | 22-25 | 25-20 | 15-25 | 13-15 | 100 – 102 |
| 31.08 | 20:30 | Finlandia | –        | Bulgaria  | 1 – 3 | 26-28 | 25-27 | 25-15 | 16-25 | –     | 92 – 95   |
| 01.09 | 17:30 | Finlandia | –        | Eslovenia | 0 – 3 | 21-25 | 19-25 | 22-25 | –     | –     | 62 – 75   |
| 01.09 | 20:30 | Croacia   | –        | España    | 3 – 0 | 25-19 | 25-20 | 25-22 | –     | –     | 75 – 61   |
| 02.09 | 17:30 | Eslovenia | –        | España    | 3 – 0 | 25-19 | 25-15 | 25-15 | –     | –     | 75 – 49   |
| 02.09 | 20:30 | Bulgaria  | –        | Ucrania   | 3 – 1 | 20-25 | 25-17 | 25-20 | 25-23 | –     | 95 – 85   |
| 03.09 | 17:30 | España    | –        | Finlandia | 3 – 1 | 25-21 | 19-25 | 25-21 | 25-23 | –     | 94 – 90   |
| 03.09 | 20:30 | Bulgaria  | –        | Croacia   | 1 – 3 | 25-22 | 16-25 | 22-25 | 21-25 | –     | 84 – 97   |
| 04.09 | 17:30 | Ucrania   | –        | Finlandia | 3 – 2 | 25-23 | 25-17 | 23-25 | 24-26 | 15-13 | 112 – 104 |
| 04.09 | 20:30 | Croacia   | –        | Eslovenia | 0 – 3 | 17-25 | 18-25 | 14-25 | –     | –     | 49 – 75   |
| 05.09 | 17:30 | España    | –        | Ucrania   | 0 – 3 | 21-25 | 25-25 | 19-25 | –     | –     | 61 – 75   |
| 05.09 | 20:30 | Eslovenia | –        | Bulgaria  | 3 – 0 | 31-29 | 25-22 | 32-30 | –     | –     | 88 – 81   |

- (¹) – Todos en Varna.

### Grupo C
| Equipo          | Partidos | Partidos | Partidos |      | Sets | Sets | Sets   | Puntos | Puntos | Puntos |
| Equipo          | PJ       | PG       | PP       | Pts. | SG   | SP   | Ratio  | PG     | PP     | Ratio  |
| --------------- | -------- | -------- | -------- | ---- | ---- | ---- | ------ | ------ | ------ | ------ |
| Polonia         | 5        | 5        | 0        | 15   | 15   | 1    | 15,000 | 398    | 272    | 1,463  |
| Países Bajos    | 5        | 4        | 1        | 12   | 13   | 4    | 3,250  | 403    | 364    | 1,107  |
| República Checa | 5        | 3        | 2        | 9    | 9    | 7    | 1,286  | 375    | 351    | 1,068  |
| Macedonia       | 5        | 2        | 3        | 6    | 6    | 10   | 0,600  | 332    | 373    | 0,890  |
| Montenegro      | 5        | 1        | 4        | 3    | 3    | 13   | 0,231  | 308    | 399    | 0,772  |
| Dinamarca       | 5        | 0        | 5        | 0    | 4    | 15   | 0,267  | 415    | 472    | 0,879  |

- Resultados

| Fecha | Hora  | Partido¹        | Partido¹ | Partido¹        | Res.  | Set 1 | Set 2 | Set 3 | Set 4 | Set 5 | Total    |
| ----- | ----- | --------------- | -------- | --------------- | ----- | ----- | ----- | ----- | ----- | ----- | -------- |
| 30.08 | 20:00 | Macedonia       | –        | Dinamarca       | 3 – 1 | 22-25 | 25-22 | 25-19 | 25-22 | –     | 97 – 88  |
| 31.08 | 17:00 | Montenegro      | –        | Países Bajos    | 0 – 3 | 19-25 | 18-25 | 22-25 | –     | –     | 59 – 75  |
| 31.08 | 20:00 | Polonia         | –        | República Checa | 3 – 0 | 25-17 | 25-20 | 25-20 | –     | –     | 75 – 57  |
| 01.09 | 17:00 | Dinamarca       | –        | República Checa | 1 – 3 | 15-25 | 25-23 | 27-29 | 22-25 | –     | 89 – 102 |
| 01.09 | 20:00 | Países Bajos    | –        | Polonia         | 1 – 3 | 25-23 | 13-25 | 19-25 | 22-25 | –     | 79 – 98  |
| 02.09 | 17:00 | Países Bajos    | –        | República Checa | 3 – 0 | 25-22 | 25-22 | 25-22 | –     | –     | 75 – 66  |
| 02.09 | 20:00 | Macedonia       | –        | Montenegro      | 3 – 0 | 25-22 | 25-18 | 25-20 | –     | –     | 75 – 60  |
| 03.09 | 17:00 | Dinamarca       | –        | Montenegro      | 1 – 3 | 25-18 | 29-31 | 22-25 | 23-25 | –     | 99 – 99  |
| 03.09 | 20:00 | Polonia         | –        | Macedonia       | 3 – 0 | 25-12 | 25-21 | 25-14 | –     | –     | 75 – 47  |
| 04.09 | 17:00 | Dinamarca       | –        | Países Bajos    | 1 – 3 | 18-25 | 24-26 | 25-23 | 20-25 | –     | 87 – 99  |
| 04.09 | 20:00 | República Checa | –        | Montenegro      | 3 – 0 | 25-18 | 25-20 | 25-15 | –     | –     | 75 – 53  |
| 05.09 | 17:00 | Macedonia       | –        | Países Bajos    | 0 – 3 | 19-25 | 19-25 | 16-25 | –     | –     | 54 – 75  |
| 05.09 | 20:00 | Polonia         | –        | Dinamarca       | 3 – 0 | 25-23 | 25-9  | 25-20 | –     | –     | 75 – 52  |
| 06.09 | 17:00 | Montenegro      | –        | Polonia         | 0 – 3 | 14-25 | 11-25 | 12-25 | –     | –     | 37 – 75  |
| 06.09 | 20:00 | Macedonia       | –        | República Checa | 0 – 3 | 19-25 | 23-25 | 17-25 | –     | –     | 59 – 75  |

- (¹) – Todos en Skopie.

### Grupo D
| Equipo   | Partidos | Partidos | Partidos |      | Sets | Sets | Sets  | Puntos | Puntos | Puntos |
| Equipo   | PJ       | PG       | PP       | Pts. | SG   | SP   | Ratio | PG     | PP     | Ratio  |
| -------- | -------- | -------- | -------- | ---- | ---- | ---- | ----- | ------ | ------ | ------ |
| Francia  | 5        | 4        | 1        | 12   | 13   | 4    | 3,250 | 423    | 369    | 1,146  |
| Portugal | 5        | 3        | 2        | 9    | 12   | 8    | 1,500 | 435    | 434    | 1,002  |
| Rumanía  | 5        | 3        | 2        | 9    | 11   | 10   | 1,100 | 462    | 450    | 1,027  |
| Turquía  | 5        | 2        | 3        | 8    | 10   | 10   | 1,000 | 467    | 439    | 1,064  |
| Israel   | 5        | 2        | 3        | 4    | 6    | 13   | 0,461 | 386    | 439    | 0,879  |
| Grecia   | 5        | 1        | 4        | 3    | 7    | 14   | 0,500 | 440    | 482    | 0,913  |

- Resultados

| Fecha | Hora  | Partido¹ | Partido¹ | Partido¹ | Res.  | Set 1 | Set 2 | Set 3 | Set 4 | Set 5 | Total     |
| ----- | ----- | -------- | -------- | -------- | ----- | ----- | ----- | ----- | ----- | ----- | --------- |
| 29.08 | 20:00 | Grecia   | –        | Israel   | 2 – 3 | 17-25 | 29-27 | 25-21 | 21-25 | 13-15 | 105 – 113 |
| 30.08 | 17:00 | Turquía  | –        | Francia  | 0 – 3 | 20-25 | 28-30 | 25-27 | –     | –     | 73 – 82   |
| 30.08 | 20:00 | Rumanía  | –        | Portugal | 0 – 3 | 19-25 | 18-25 | 23-25 | –     | –     | 75 – 60   |
| 31.08 | 17:00 | Francia  | –        | Portugal | 3 – 1 | 25-21 | 25-27 | 25-19 | 25-15 | –     | 98 – 80   |
| 31.08 | 20:00 | Rumanía  | –        | Israel   | 2 – 3 | 25-27 | 25-12 | 25-21 | 22-25 | 8-15  | 105 – 100 |
| 01.09 | 16:00 | Rumanía  | –        | Turquía  | 3 – 2 | 25-22 | 18-25 | 25-21 | 23-25 | 17-25 | 108 – 108 |
| 01.09 | 19:00 | Portugal | –        | Grecia   | 2 – 3 | 25-22 | 25-19 | 20-25 | 16-25 | 12-15 | 98 – 106  |
| 02.09 | 17:30 | Turquía  | –        | Grecia   | 3 – 1 | 22-25 | 26-24 | 25-19 | 25-23 | –     | 98 – 91   |
| 02.09 | 20:30 | Israel   | –        | Francia  | 0 – 3 | 21-25 | 27-29 | 17-25 | –     | –     | 65 – 79   |
| 03.09 | 17:00 | Grecia   | –        | Rumanía  | 1 – 3 | 16-25 | 18-25 | 25-23 | 20-25 | –     | 79 – 98   |
| 03.09 | 20:00 | Israel   | –        | Portugal | 0 – 3 | 22-25 | 21-25 | 12-25 | –     | –     | 55 – 75   |
| 04.09 | 17:00 | Francia  | –        | Rumanía  | 1 – 3 | 23-25 | 25-16 | 18-25 | 21-25 | –     | 87 – 91   |
| 04.09 | 20:00 | Portugal | –        | Turquía  | 3 – 2 | 26-24 | 21-25 | 15-25 | 28-26 | 15-13 | 105 – 113 |
| 05.09 | 17:00 | Grecia   | –        | Francia  | 0 – 3 | 19-25 | 22-25 | 17-25 | –     | –     | 58 – 75   |
| 05.09 | 20:00 | Turquía  | –        | Israel   | 3 – 0 | 25-23 | 25-13 | 25-17 | –     | –     | 75 – 53   |

- (¹) – Todos en Tel Aviv.

## Fase final
- Todos los partidos en la hora local de Italia (UTC+2) o Bulgaria (UTC+3).

|  | Octavos de final   | Octavos de final   |              |           | Cuartos de final      | Cuartos de final      |  |         | Semifinales      | Semifinales      |         |              | Final            | Final            |  |
|  | 8-10 de septiembre | 8-10 de septiembre |              |           | 11 y 12 de septiembre | 11 y 12 de septiembre |  |         | 14 de septiembre | 14 de septiembre |         |              | 16 de septiembre | 16 de septiembre |  |
|  |                    |                    |              |           |                       |                       |  |         |                  |                  |         |              |                  |                  |  |
|  |                    |                    |              |           |                       |                       |  |         |                  |                  |         |              |                  |                  |  |
|  | Italia             | 3                  |              |           |                       |                       |  |         |                  |                  |         |              |                  |                  |  |
|  | Italia             | 3                  |              |           |                       |                       |  |         |                  |                  |         |              |                  |                  |  |
|  | Macedonia          | 0                  |              |           |                       |                       |  |         |                  |                  |         |              |                  |                  |  |
|  | Macedonia          | 0                  |              | Italia    | 3                     |                       |  |         |                  |                  |         |              |                  |                  |  |
|  |                    |                    |              | Italia    | 3                     |                       |  |         |                  |                  |         |              |                  |                  |  |
|  |                    |                    | Países Bajos | 2         |                       |                       |  |         |                  |                  |         |              |                  |                  |  |
|  | Países Bajos       | 3                  | Países Bajos | 2         |                       |                       |  |         |                  |                  |         |              |                  |                  |  |
|  | Países Bajos       | 3                  |              |           |                       |                       |  |         |                  |                  |         |              |                  |                  |  |
|  | Alemania           | 2                  |              |           |                       |                       |  |         |                  |                  |         |              |                  |                  |  |
|  | Alemania           | 2                  |              |           |                       |                       |  | Italia  | 3                |                  |         |              |                  |                  |  |
|  |                    |                    |              |           |                       |                       |  | Italia  | 3                |                  |         |              |                  |                  |  |
|  |                    |                    | Francia      | 0         |                       |                       |  |         |                  |                  |         |              |                  |                  |  |
|  | Francia            | 3                  | Francia      | 0         |                       |                       |  |         |                  |                  |         |              |                  |                  |  |
|  | Francia            | 3                  |              |           |                       |                       |  |         |                  |                  |         |              |                  |                  |  |
|  | Bulgaria           | 0                  |              |           |                       |                       |  |         |                  |                  |         |              |                  |                  |  |
|  | Bulgaria           | 0                  |              | Francia   | 3                     |                       |  |         |                  |                  |         |              |                  |                  |  |
|  |                    |                    |              | Francia   | 3                     |                       |  |         |                  |                  |         |              |                  |                  |  |
|  |                    |                    | Rumanía      | 0         |                       |                       |  |         |                  |                  |         |              |                  |                  |  |
|  | Croacia            | 2                  | Rumanía      | 0         |                       |                       |  |         |                  |                  |         |              |                  |                  |  |
|  | Croacia            | 2                  |              |           |                       |                       |  |         |                  |                  |         |              |                  |                  |  |
|  | Rumanía            | 3                  |              |           |                       |                       |  |         |                  |                  |         |              |                  |                  |  |
|  | Rumanía            | 3                  |              |           |                       |                       |  |         |                  |                  |         | Italia       | 0                |                  |  |
|  |                    |                    |              |           |                       |                       |  |         |                  |                  |         | Italia       | 0                |                  |  |
|  |                    |                    | Polonia      | 3         |                       |                       |  |         |                  |                  |         |              |                  |                  |  |
|  | Polonia            | 3                  | Polonia      | 3         |                       |                       |  |         |                  |                  |         |              |                  |                  |  |
|  | Polonia            | 3                  |              |           |                       |                       |  |         |                  |                  |         |              |                  |                  |  |
|  | Bélgica            | 1                  |              |           |                       |                       |  |         |                  |                  |         |              |                  |                  |  |
|  | Bélgica            | 1                  |              | Polonia   | 3                     |                       |  |         |                  |                  |         |              |                  |                  |  |
|  |                    |                    |              | Polonia   | 3                     |                       |  |         |                  |                  |         |              |                  |                  |  |
|  |                    |                    | Serbia       | 1         |                       |                       |  |         |                  |                  |         |              |                  |                  |  |
|  | Serbia             | 3                  | Serbia       | 1         |                       |                       |  |         |                  |                  |         |              |                  |                  |  |
|  | Serbia             | 3                  |              |           |                       |                       |  |         |                  |                  |         |              |                  |                  |  |
|  | República Checa    | 0                  |              |           |                       |                       |  |         |                  |                  |         |              |                  |                  |  |
|  | República Checa    | 0                  |              |           |                       |                       |  | Polonia | 3                |                  |         |              |                  |                  |  |
|  |                    |                    |              |           |                       |                       |  | Polonia | 3                |                  |         |              |                  |                  |  |
|  |                    |                    | Eslovenia    | 1         |                       |                       |  |         |                  |                  |         |              |                  |                  |  |
|  | Eslovenia          | 3                  | Eslovenia    | 1         |                       |                       |  |         |                  |                  |         |              |                  |                  |  |
|  | Eslovenia          | 3                  |              |           |                       |                       |  |         |                  |                  |         |              |                  |                  |  |
|  | Turquía            | 2                  |              |           |                       |                       |  |         |                  |                  |         |              |                  |                  |  |
|  | Turquía            | 2                  |              | Eslovenia | 3                     |                       |  |         |                  |                  |         | Tercer lugar | Tercer lugar     |                  |  |
|  |                    |                    |              | Eslovenia | 3                     |                       |  |         |                  |                  |         | Tercer lugar | Tercer lugar     |                  |  |
|  |                    |                    | Ucrania      | 1         |                       |                       |  |         |                  |                  |         |              |                  |                  |  |
|  | Portugal           | 0                  | Ucrania      | 1         |                       |                       |  |         |                  |                  | Francia | 2            |                  |                  |  |
|  | Portugal           | 0                  |              |           |                       |                       |  |         |                  |                  | Francia | 2            |                  |                  |  |
|  | Ucrania            | 3                  |              |           |                       |                       |  |         |                  |                  |         |              | Eslovenia        | 3                |  |
|  | Ucrania            | 3                  |              |           |                       |                       |  |         |                  |                  |         |              | Eslovenia        | 3                |  |
|  |                    |                    |              |           |                       |                       |  |         |                  |                  |         |              |                  |                  |  |

### Octavos de final
| Fecha | Hora  | Partido¹     | Partido¹ | Partido¹        | Res.  | Set 1 | Set 2 | Set 3 | Set 4 | Set 5 | Total     |
| ----- | ----- | ------------ | -------- | --------------- | ----- | ----- | ----- | ----- | ----- | ----- | --------- |
| 08.09 | 17:30 | Croacia      | –        | Rumanía         | 2 – 3 | 17-25 | 20-25 | 25-17 | 28-26 | 12-15 | 102 – 108 |
| 08.09 | 20:30 | Francia      | –        | Bulgaria        | 3 – 0 | 25-21 | 25-21 | 25-15 | –     | –     | 75 – 57   |
| 09.09 | 17:30 | Eslovenia    | –        | Turquía         | 3 – 2 | 20-25 | 22-25 | 25-21 | 25-23 | 15-13 | 107 – 107 |
| 09.09 | 20:30 | Portugal     | –        | Ucrania         | 0 – 3 | 20-25 | 19-25 | 22-25 | –     | –     | 61 – 75   |
| 09.09 | 18:00 | Italia       | –        | Macedonia       | 3 – 0 | 25-20 | 25-12 | 25-15 | –     | –     | 75 – 47   |
| 09.09 | 21:00 | Países Bajos | –        | Alemania        | 3 – 2 | 25-20 | 25-23 | 22-25 | 18-25 | 15-12 | 105 – 105 |
| 10.09 | 18:00 | Serbia       | –        | República Checa | 3 – 0 | 25-21 | 26-24 | 25-21 | –     | –     | 76 – 66   |
| 10.09 | 21:00 | Polonia      | –        | Bélgica         | 3 – 1 | 25-16 | 25-17 | 23-25 | 25-22 | –     | 98 – 80   |

- (¹) – Los primeros cuatro en Varna y los otros cuatro en Bari.

### Cuartos de final
| Fecha | Hora  | Partido¹  | Partido¹ | Partido¹     | Res.  | Set 1 | Set 2 | Set 3 | Set 4 | Set 5 | Total    |
| ----- | ----- | --------- | -------- | ------------ | ----- | ----- | ----- | ----- | ----- | ----- | -------- |
| 11.09 | 17:30 | Eslovenia | –        | Ucrania      | 3 – 1 | 25-17 | 31-29 | 21-25 | 25-23 | –     | 102 – 94 |
| 11.09 | 21:00 | Francia   | –        | Rumanía      | 3 – 0 | 25-22 | 25-14 | 27-25 | –     | –     | 77 – 61  |
| 12.09 | 18:00 | Polonia   | –        | Serbia       | 3 – 1 | 26-28 | 25-15 | 36-34 | 25-17 | –     | 112 – 94 |
| 12.09 | 21:00 | Italia    | –        | Países Bajos | 3 – 2 | 19-25 | 25-17 | 25-16 | 23-25 | 15-12 | 107 – 95 |

- (¹) – Los primeros dos en Varna y los otros dos en Bari.

### Semifinales
| Fecha | Hora  | Partido¹ | Partido¹ | Partido¹  | Res.  | Set 1 | Set 2 | Set 3 | Set 4 | Set 5 | Total   |
| ----- | ----- | -------- | -------- | --------- | ----- | ----- | ----- | ----- | ----- | ----- | ------- |
| 14.09 | 18:00 | Polonia  | –        | Eslovenia | 3 – 1 | 23-25 | 25-21 | 25-20 | 25-21 | –     | 98 – 87 |
| 14.09 | 21:15 | Italia   | –        | Francia   | 3 – 0 | 25-21 | 25-19 | 25-23 | –     | –     | 75 – 63 |

- (¹) – Ambos en Roma.

### Tercer lugar
| Fecha | Hora  | Partido¹ | Partido¹ | Partido¹  | Res.  | Set 1 | Set 2 | Set 3 | Set 4 | Set 5 | Total   |
| ----- | ----- | -------- | -------- | --------- | ----- | ----- | ----- | ----- | ----- | ----- | ------- |
| 16.09 | 17:30 | Francia  | –        | Eslovenia | 2 – 3 | 22-25 | 16-25 | 25-21 | 25-18 | 11-15 | 99 –104 |

- (¹) – En Roma.

### Final
| Fecha | Hora  | Partido¹ | Partido¹ | Partido¹ | Res.  | Set 1 | Set 2 | Set 3 | Set 4 | Set 5 | Total   |
| ----- | ----- | -------- | -------- | -------- | ----- | ----- | ----- | ----- | ----- | ----- | ------- |
| 16.09 | 21:00 | Italia   | –        | Polonia  | 0 – 3 | 20-25 | 21-25 | 23-25 | –     | –     | 64 – 75 |

- (¹) – En Roma.

## Medallero
| Polonia | Italia | Eslovenia |
| Bartosz Bednorz Tomasz Fornal Norbert Huber Marcin Janusz Łukasz Kaczmarek Karol Kłos Jakub Kochanowski Bartosz Kurek Wilfredo León Grzegorz Łomacz Jakub Popiwczak Kamil Semeniuk Aleksander Śliwka Paweł Zatorski | Fabio Balaso Mattia Bottolo Alessandro Bovolenta Gianluca Galassi Simone Giannelli Daniele Lavia Alessandro Michieletto Leandro Mosca Tommaso Rinaldi Yuri Romanò Roberto Russo Giovanni Sanguinetti Riccardo Sbertoli Leandro Scanferla | Rok Bračko Klemen Čebulj Danijel Koncilja Jani Kovačič Jan Kozamernik Rok Možič Nik Mujanović Alen Pajenk Uroš Planinšič Sašo Štalekar Žiga Štern Urban Toman Tine Urnaut Dejan Vinčić |
| Nikola Grbić (seleccionador) | Ferdinando De Giorgi (seleccionador) | Gheorghe Crețu (seleccionador) |

## Estadísticas

### Clasificación general
| 1. Polonia CM       |
| 2. Italia           |
| 3. Eslovenia CM     |
| 4. Francia CM       |
| 5. Países Bajos     |
| 6. Serbia           |
| 7. Rumanía          |
| 8. Ucrania          |
| 9. Alemania         |
| 10. Portugal        |
| 11. República Checa |
| 12. Turquía         |
| 13. Croacia         |
| 14. Bélgica         |
| 15. Bulgaria        |
| 16. Macedonia       |
| 17. España          |
| 18. Finlandia       |
| 19. Israel          |
| 20. Grecia          |
| 21. Montenegro      |
| 22. Estonia         |
| 23. Suiza           |
| 24. Dinamarca       |

### Máximos anotadores
| Núm. | Nombre                 | Selección    | Puntos | Partidos jugados |
| ---- | ---------------------- | ------------ | ------ | ---------------- |
| 1    | Rok Možič              | Eslovenia    | 152    | 9                |
| 2    | Nimir Abdel-Aziz       | Países Bajos | 134    | 7                |
| 3    | Klemen Čebulj          | Eslovenia    | 129    | 9                |
| 4    | Alexandru Rață         | Rumanía      | 125    | 7                |
| 5    | Yuri Romanò            | Italia       | 124    | 9                |
| 6    | Tine Urnaut            | Eslovenia    | 118    | 9                |
| 7    | Daniele Lavia          | Italia       | 116    | 9                |
| 8    | Adis Lagumdzija        | Turquía      | 115    | 6                |
| 9    | Alessandro Michieletto | Italia       | 114    | 9                |
| 10   | Łukasz Kaczmarek       | Polonia      | 110    | 8                |

Fuente: 